# チェダーチーズ
チェダーチーズ (cheddar) は、牛乳を原料とするセミハードタイプのチーズ。マイルドでさわやかな酸味、熟成が進むとコクが増す。元来はイングランドのサマセット州チェダーで作られていたが、今では世界中で生産され、ゴーダチーズと並びプロセスチーズの主な原料となっている。 チェダリングという特徴的な工程を持つ。

## 特徴と種類

### 生産方法による分類

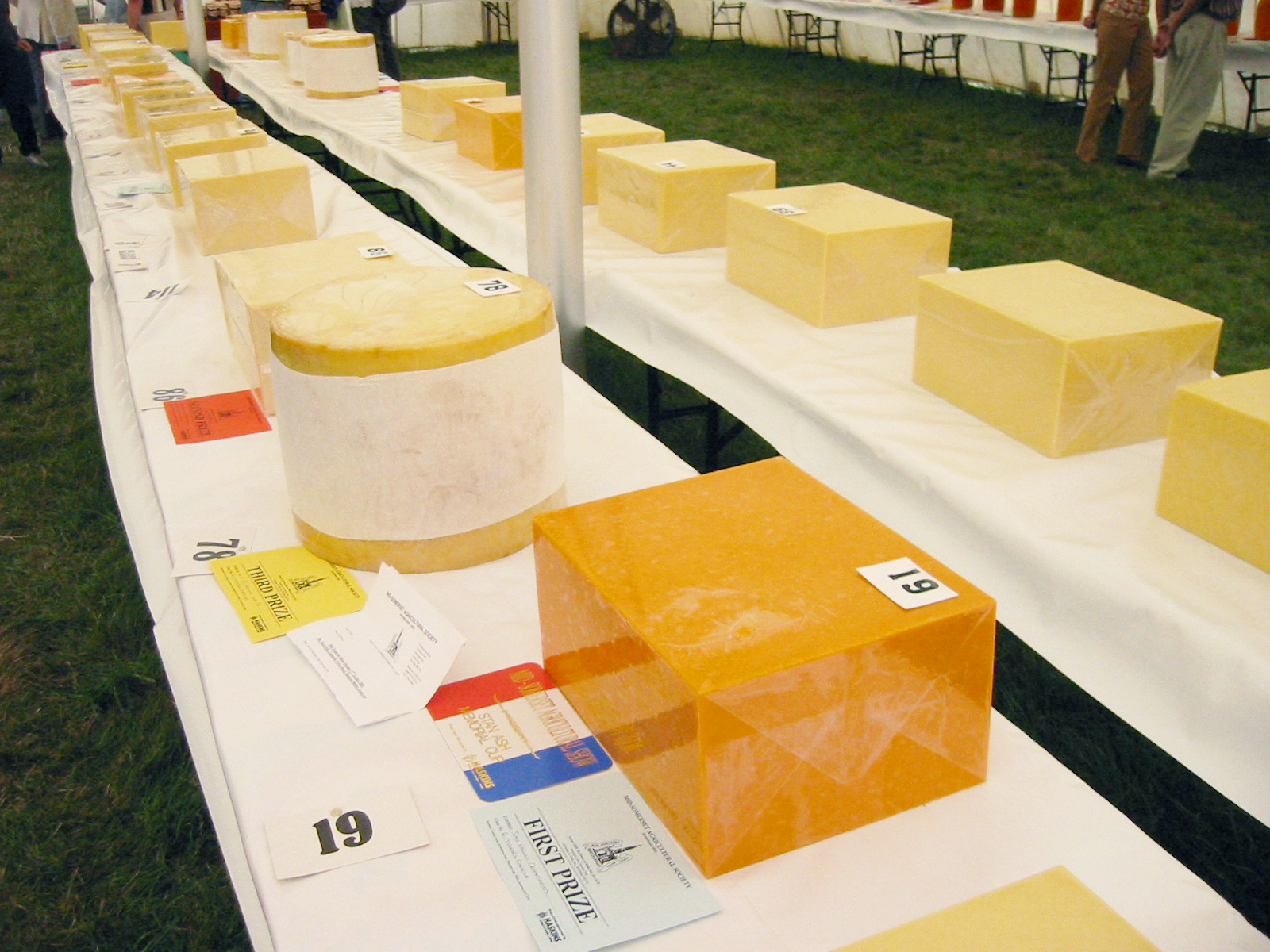
サマセットで開かれた見本市に並べられたチェダーチーズ

チェダー・スタイルのチーズは、現在イギリスに限らずアメリカやオーストラリアなど世界中で生産されている。あまりに多くの地域で生産されているために、同じ「チェダーチーズ」と称していても、低脂肪のものから高脂肪のものまでバリエーションも様々である。
「チェダー」と呼ばれるチーズは、生産方法によって大きく二つに分けられる。すなわち、伝統的なチーズ職人が手がけるアルチザナル・チーズ（artisanal cheese、職人チーズ）と、安価に大量生産することを可能にしたインダストリアル・チーズ（industrial cheese、工業チーズ）である。アルチザナル・チーズは、時とともに複雑で強い味わいを深めていく。現在生産される「チェダー」の大半を占めるインダストリアル・チーズは、幾分かは食品添加物による味の強調もなされるが、「マイルド」「ストロング」「オールド」などと包装に記される味わいを保証している。本項ではおもに、アルチザナル・チーズの特徴と種類を述べる。

### 質感と味
チェダーチーズの生産方法と品質を確立し、「チェダーチーズの父」と呼ばれた酪農家ジョセフ・ハーディング (Joseph Harding) は、理想的なチーズとして、1864年に書き残した文章の中で次のように述べている。「詰まっていて堅い質感を持つが、その特徴と性質は甘美である。口に入れれば溶けやすく、味はすばらしく満ちあふれる。喩えるならばヘーゼルナッツに近いだろう」。
チェダーチーズは、はっきりとした刺激の強い味を持つ。6ヶ月以上の長期熟成が行われ乳酸カルシウム (Calcium lactate) の大きな結晶を含む、伝統的な製法でつくられるチーズの質感は堅いが、農家の自家製チーズなどでは構造が脆いものもある。
15ヶ月以上かけて熟成されたチーズは、ストロング・チェダー（strong Cheddar）、エクストラ・マチュア・チェダー（extra-mature Cheddar、超熟成チェダー）といい、ヴィンテージとも呼ばれる。

### 色と形

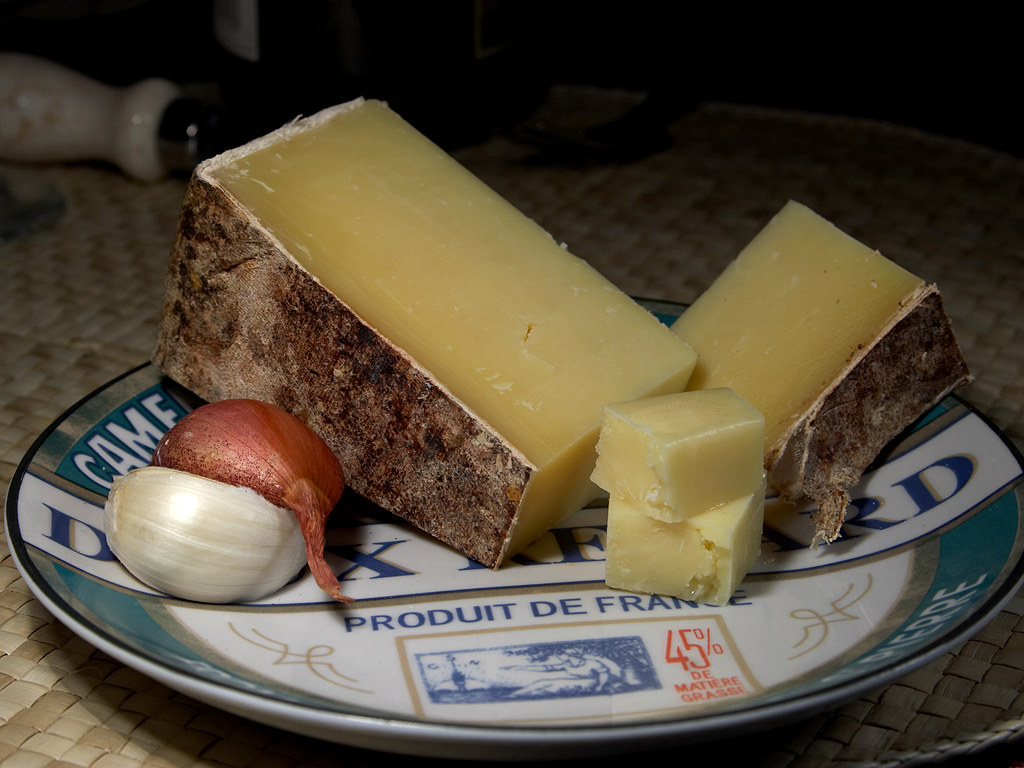
ロンドンのバラマーケットで売られていたチェダーチーズ

チェダーチーズは、本来淡い黄色（オフホワイト）をしているが、オレンジ色に着色されることもある。着色にはアナトー色素が使われることが多い。一般に着色されたものをレッド・チェダー、着色されていないものをホワイト・チェダーと呼んで区別する。また、アメリカではホワイト・チェダーをバーモント・チェダーと呼ぶこともある。
チーズへの着色は古くから行われていたが、なぜ着色をするのか、1860年頃にはすでにその理由は分からなくなっていた。ジョセフ・ハーディングは1860年の雑誌において「純粋なものよりまぜものを好むロンドンの消費者はチーズ生産者にアナトーによる着色を強いているが、私はアナトーに関する一つの改良点を発表しなければならない。（中略）それは、今や固体ではなく液状のアナトーが手に入り、削り取る必要がなくなったことだ。」と記している。
現在生産されるチェダーのほとんどは工場で生産されて四角く成型されているが、ごく少数、農家で生産されているものがあり、こちらは円盤状をしている。
かつては汚れを防ぎ、なおかつチーズが「呼吸」できるよう、表面に黒いワックスが塗られたり、タールを塗った黒い布で包まれたりして流通していた。現在、こうした包装は、職人によるチーズの一部にのみ見られる。

### 原産地名称保護

4州

「チェダーチーズ」はあまりにも広く使われているため、原産地名称保護制度（POD）の対象とはなっていない。しかし、欧州委員会はウェスト・カントリー・ファームハウス・チェダーチーズ（West Country Farmhouse Cheddar）をPODの対象としている。これは地元の材料・伝統的な製法基準を満たしているチェダーチーズにのみ許される名称で、生産地はサマセット・デヴォン・ドーセット・コーンウォールの4州に限定されている。
ただし、実際に「ウェスト・カントリー・ファームハウス・チェダーチーズ」と認証されるチーズを生産しているのは、チェダーに本拠を置くThe Cheddar Gorge Cheese Co.一社のみである。

## 歴史

### 発祥
チェダーチーズは少なくとも1170年には生産されていた。この年以降のヘンリー2世のパイプ・ロール（財務府記録）に、このチーズの生産と課税の記録が残っているためである。一説に、このチーズの製法は、ローマ人がフランスから持ち込んだものともいう。伝統的にチェダーチーズは、ウェルズの大聖堂 (Wells Cathedral) から半径30マイル（48km）の範囲で作られるものとされていた。

### 近代化
19世紀には、チェダーチーズ生産の近代化・標準化が進められた。その中心人物がジョセフ・ハーディング (Joseph Harding) である。ハーディングは、技術開発と酪農衛生の向上に無償の努力を尽くした。また、チーズ生産の過程に、カードを切るための「リボルビング・ブレーカー」などいくつかの道具を導入した。「ジョセフ・ハーディング方式」が、科学的な方法に基づくチェダーチーズ生産の最初の近代的システムとなった。ハーディングは、次のような言葉を残している。「チェダーチーズは野原で作るのでも牛舎で作るのでも、牛で作るのでもない。工房（dairy）で作るのだ」。
第二次世界大戦中、イギリスでのチーズ生産は、戦時経済統制のため、ほとんどただ一種類のみとなった。「官製チェダー」（Government Cheddar）と言われるものである 。しかしこのことによって、イギリスの多くのチーズメーカーが消失したという。第一次大戦後は3500ヶ所あった事業所は、第二次大戦後には100ヶ所を下回ってしまった。
今日、イギリスのチーズ市場ではチェダーチーズが売上額の51％を占め、極めて一般的なチーズとなっている。

### 伝播
ジョセフ・ハーディングとその妻は、チェダーチーズのスコットランドや北米への紹介に力を貸した。夫妻の息子ヘンリーは、オーストラリアにチェダーを紹介している。

### イギリスにおける再ブランド化の試み
1980年代後半からのスローフード運動の中で、チェダー評議会（Cheddar Presidium）が結成され、「チェダー」名称の制限を主張している。その条件は欧州委員会による「ウェスト・カントリー・ファームハウス・チェダーチーズ」の条件よりも厳しく、「サマセットで生産されていること」、「未殺菌牛乳、レンネットなど伝統的な製法で作られること」、「布で包装されること」の3点を「チェダー」の条件として義務づけるべきだ、としている。

## 伝統的な製法

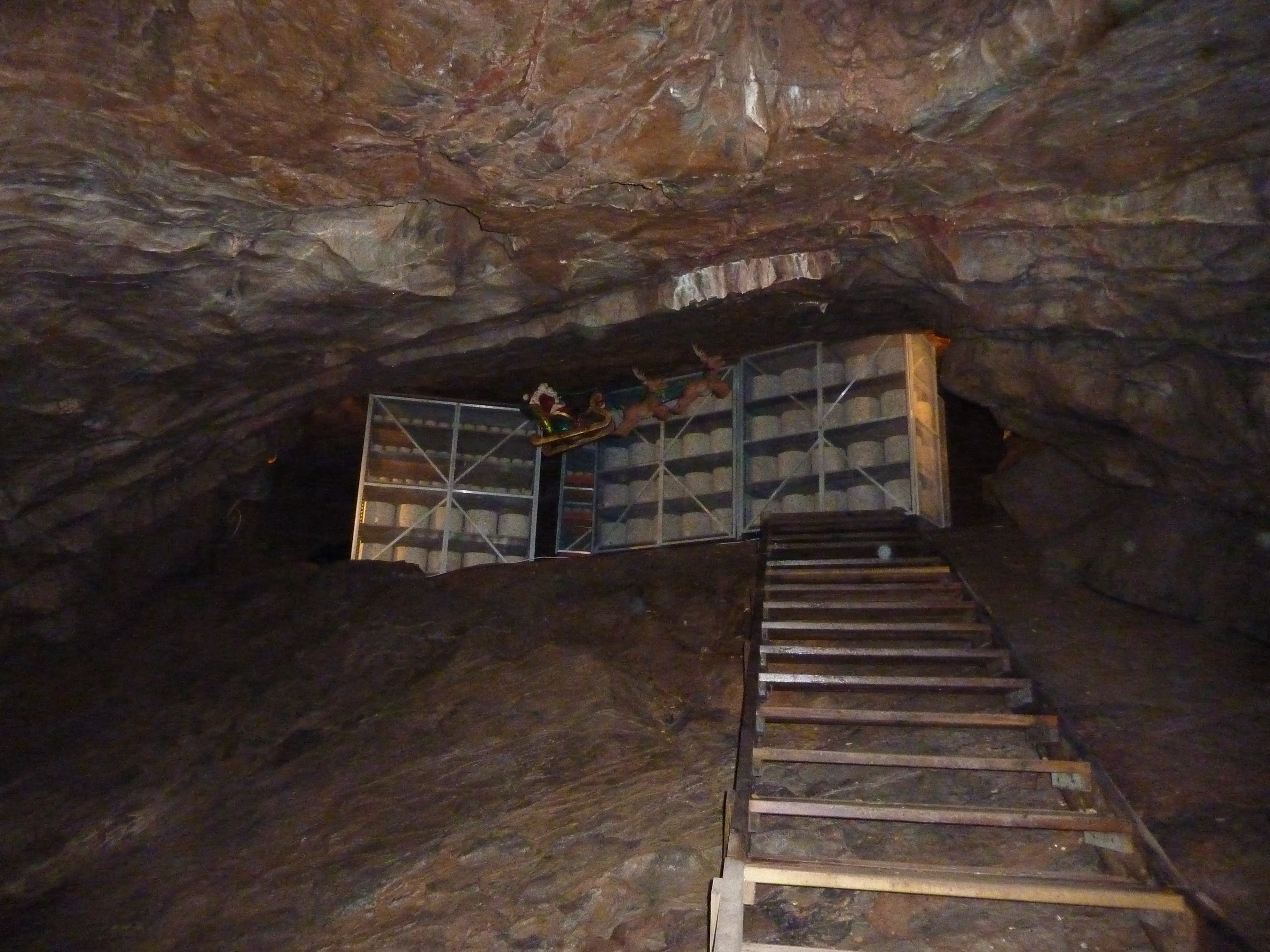
洞窟内でのチェダーチーズ熟成

このチーズを特徴づけるものにチェダリングという工程がある。加熱後にカード（牛乳の凝固成分）をこねて塩と混ぜあわせ、ホエー（乳清）を抜きやすくするため四角く切ったものを積み重ね、熟成させるのである。
通常、カードとホエーは、生まれたばかりの子牛から取られたレンネット（凝乳酵素）を使って分離される。
熟成時、チーズを常温に保つために、しばしば特別な施設が用いられる。世界のほかのチーズ産地同様洞窟は理想的な環境であり、現在でもウーキー・ホールやチェダー・ゴージ (Cheddar Gorge) の洞窟でチェダーチーズの熟成が行われている。

## 世界各国における生産

### アメリカにおける「チェダー」チーズ

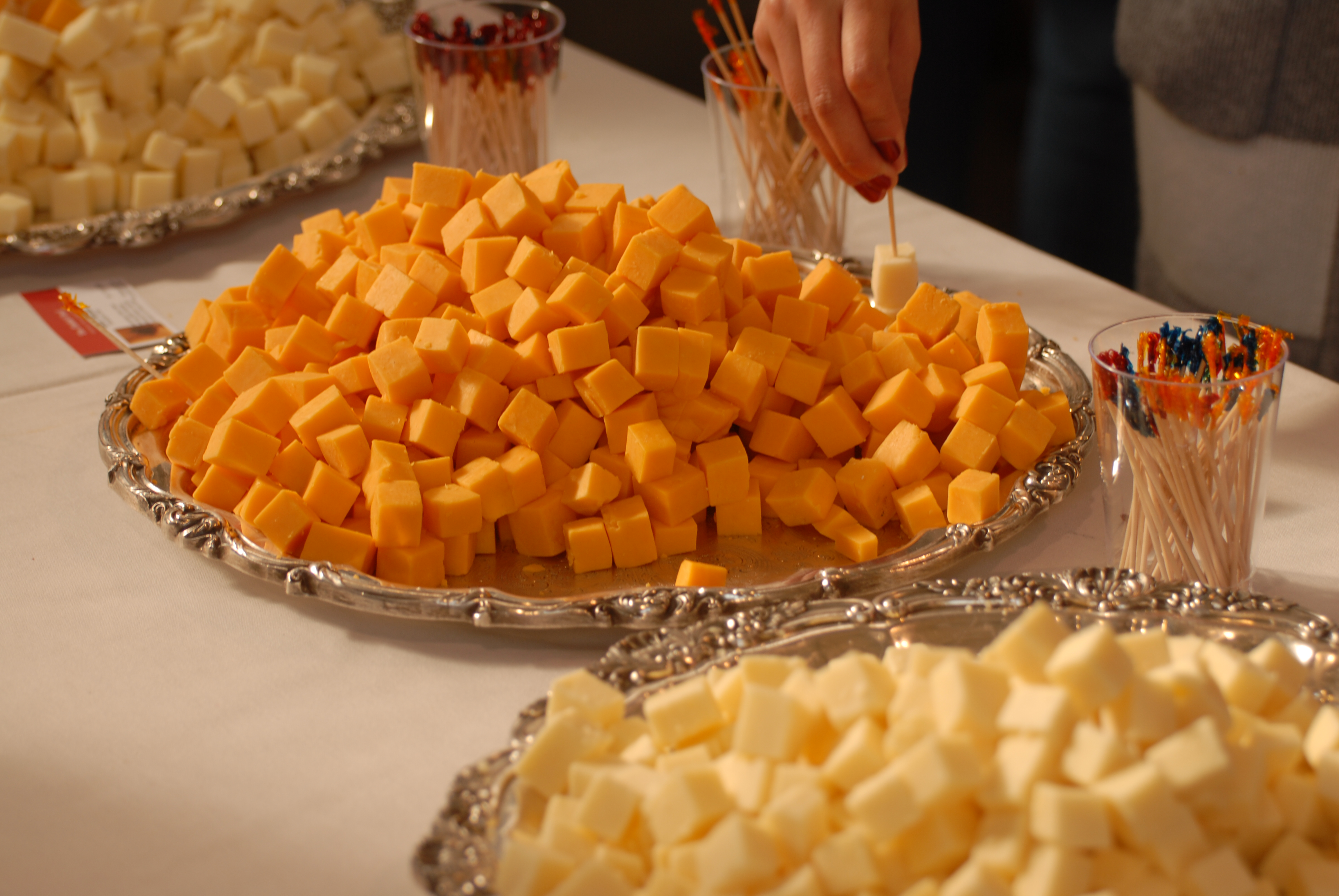
チェダーチーズのキューブ

アメリカ合衆国においては、工場で「チェダー」スタイルのチーズが生産されている。しかし、多くの「チェダー」は名のみで、実際には風味をつけたプロセスチーズである。たとえばイージーチーズや、個別包装されたスライスチーズなど、本来のチェダーチーズとは似ても似つかないものもある。
インダストリアル・チーズとしての「チェダー」も、いくつかの種類に分かれている。すなわち、マイルド（mild）、ミディアム（medium）、シャープ（sharp）、エクストラ・シャープ（extra sharp）、ニューヨーク・スタイル（New York Style）、コルビー (Colby) あるいはロングホーン（Longhorn）、ホワイト（white）あるいはバーモント（Vermont）である。
「ニューヨーク・スタイル」は、特に刺激の強いチェダーであり、ほかのチェダーよりも柔らかい。「コルビー」「ロングホーン」は、マイルドからミディアムにかけての味を持つが、チーズに含まれるカードの塊がはっきりしているのが特徴で、淡い黄色と白のまだら模様に見える。ホワイト・チェダーはバーモント州で生産されたかに関わらず「バーモント・チェダー」と呼ばれることがある。
チェダーチーズは、アメリカ合衆国農務省が酪農業の動向を測る統計に用いる品目の一つである。価格と生産量の調査報告は週刊の報告書にまとめられている。アメリカで最もチェダーチーズを生産する州はウィスコンシン州である。ほかに、カリフォルニア州、ニューヨーク州のアップステート、バーモント州、オレゴン州ティラムックがチェダーチーズ生産の中心地である。

## 註
1. ↑  “チェダー | チーズの名称 | チーズ辞典 | チーズクラブ | 雪印メグミルク株式会社”. チーズクラブ Cheese Club｜雪印メグミルク株式会社. 2023年7月31日閲覧。
2. ↑  Transactions of the New-York State Agricultural Society for the Year 1864, page 232, volume 14 1865, Albany
3. ↑  Murray, John (1860). “Recent Improvements in Dairy Practice”. Journal of the Royal Agricultural Society of England (London) 21:  90.
4. ↑  “History”. Cheddar Gorge Cheese Company. 2009年8月2日時点のオリジナルよりアーカイブ。2009年8月1日閲覧。
5. ↑  Barthélemy, Roland & Sperat-Czar, Arnaud (2003), Guide du fromage. Editions Hachette Pratique, Publishers, pp. 89, ISBN 2-01-236867-0
6. ↑  Smale, Will (2006年8月21日). “Separating the curds from the whey”. BBC Radio 4 Open Country 2007年8月7日閲覧。
7. ↑  “History of Cheddar Cheese”. Icons of England. 2007年9月27日時点のオリジナルよりアーカイブ。2007年5月9日閲覧。
8. ↑  Heeley, Anne; Mary Vidal (1996). Joseph Harding, Cheddar Cheese-Maker. Glastonbury: Friends of the Abbey Barn
9. ↑  Transactions of the Highland and Agricultural Society of Scotland,  By Highland and Agricultural Society of Scotland, 1866-7 volume 1, Aberdeen
10. ↑  History of British Agriculture, 1846-1914: 1846 - 1914 - Page 145　by Christabel Susan Lowry Orwin, Edith Holt Whetham - Agriculture - 1964
11. ↑  “Encyclopedia - Harding, Joseph”.   Gourmet Britain. 2009年6月23日閲覧。
12. ↑  “Government Cheddar Cheese”.   Practically Edible. 2008年7月31日閲覧。
13. ↑  Potter, Mich (2007年10月9日). “Cool Britannia rules the whey”.  Toronto Star. 2009年1月4日閲覧。
14. ↑  “The Interview - Lactalis McLelland's 'Seriously': driving the Cheddar market”. The Grocery Trader. 2007年5月9日閲覧。
15. ↑  From Artisans to “Factories”: The Interpenetration of Craft and Industry in English Cheese-Making 1650–1950, by Richard Blundel and Angela Tregear, Enterprise and Society, October 17th 2006
16. ↑  Blulab sas. “La Fondazione - slow food per la biodiversità - ONLUS”.   Slowfoodfoundation.org. 2006年5月15日時点のオリジナルよりアーカイブ。2009年6月23日閲覧。

## 文献
アンドリュー・ドルビー『チーズの歴史』（ブルース・インターアクションズ、2011年）ISBN 978-4-86020-426-6